# عالیه خلف صالح

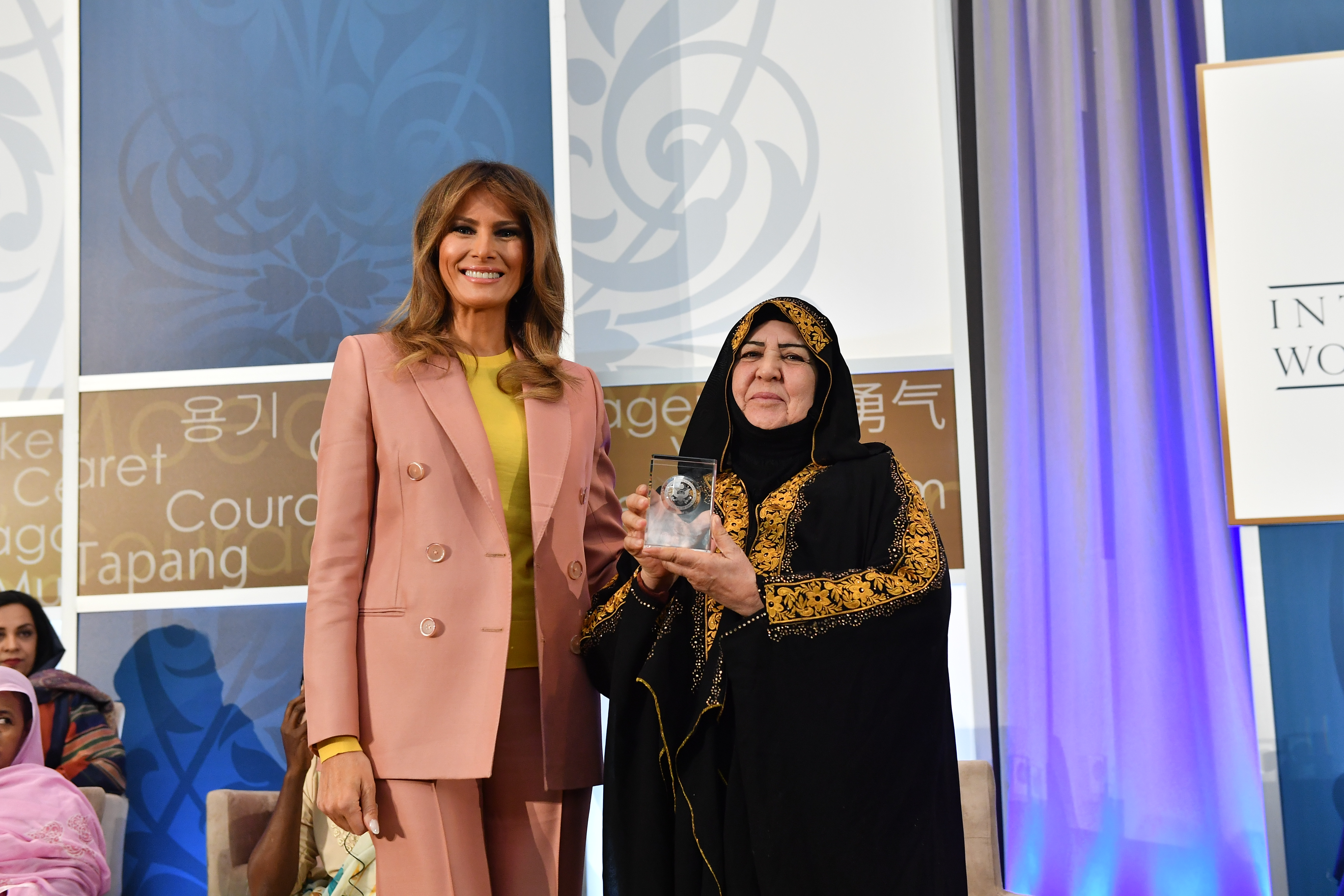
اهدای جایزه شجاعت به عالیه خلف صالح توسط ملانیا ترامپ در وزارت امور خارجه ایالات متحده آمریکا، واشنگتن دی‌سی، ۱ آوریل ۲۰۱۸

عالیه خلف صالح (انگلیسی: Aliyah Khalaf Saleh؛ زادهٔ ۱۹۵۶)، آموزگار اهل عراق است.
در سال ۲۰۱۴، پس از قتل‌عام صورت گرفته در صلاح الدین عراق، او تعدادی از دانش آموزان را نجات داد. در سال ۲۰۱۵ مدالی از جانب دولت عراق دریافت کرد.
وی همچنین برندهٔ جایزه بین‌المللی زنان شجاع در سال ۲۰۱۸ شده‌است.